# Silence Is Sexy
Silence Is Sexy – ósmy album studyjny niemieckiej awangardowo-eksperymentalnej grupy Einstürzende Neubauten, wydany w 2000 roku.

## Utwory

### WersjaRough Trade
1. Sabrina	- 4:40
2. Silence Is Sexy	- 7:00
3. In Circles	- 2:27
4. Newtons Gravitätlichkeit	- 2:02
5. Zampano	- 5:36
6. Heaven Is of Honey	- 3:52
7. Beauty	- 2:03
8. Die Befindlichkeit des Landes	- 5:45
9. Sonnenbarke	- 7:51
10. Musentango	- 2:18
11. Alles	- 4:44
12. Redukt	- 10:13
13. Dingsaller	- 5:49
14. Anrufe in Abwesenheit	- 4:15

### Wersja limitowana,Rough Trade
CD 1
1. Sabrina	- 4:40
2. Silence Is Sexy	- 7:00
3. In Circles	- 2:27
4. Newtons Gravitätlichkeit	- 2:02
5. Zampano	- 5:36
6. Heaven Is of Honey	- 3:52
7. Beauty	- 2:03
8. Die Befindlichkeit des Landes	- 5:45
9. Sonnenbarke	- 7:51
10. Musentango	- 2:18
11. Alles	- 4:44
12. Redukt	- 10:13
13. Dingsaller	- 5:49
14. Anrufe in Abwesenheit	- 4:15

CD 2
1. Pelikanol	- 18:30

### WersjaMute
1. Sabrina	- 4:40
2. Silence Is Sexy	- 7:00
3. In Circles	- 2:27
4. Newtons Gravitätlichkeit	- 2:02
5. Zampano	- 5:36
6. Heaven Is of Honey	- 3:52
7. Beauty	- 2:03
8. Die Befindlichkeit des Landes	- 5:45
9. Sonnenbarke	- 7:51
10. Musentango	- 2:18
11. Alles	- 4:44
12. Redukt	- 10:13
13. Dingsaller	- 5:49
14. Total Eclipse of the Sun	- 3:52

### Wersja limitowana,Mute
CD 1
1. Sabrina	- 4:40
2. Silence Is Sexy	- 7:00
3. In Circles	- 2:27
4. Newtons Gravitätlichkeit	- 2:02
5. Zampano	- 5:36
6. Heaven Is of Honey	- 3:52
7. Beauty	- 2:03
8. Die Befindlichkeit des Landes	- 5:45
9. Sonnenbarke	- 7:51
10. Musentango	- 2:18
11. Alles	- 4:44
12. Redukt	- 10:13
13. Dingsaller	- 5:49
14. Total Eclipse of the Sun	- 3:52

CD 2
1. Pelikanol	- 18:30

## Skład
- Blixa Bargeld
- N.U. Unruh
- Jochen Arbeit
- Rudolf Moser
- Alexander Hacke